# رالف رومني
رالف رومني (5 يونيو 1934 - 6 مارس 2002) كان فناناً إنجليزياً، ولد في نيوكاسل أون تاين.
في عام 1957 كان المستنكف الضميري رومني - الذي هرب من الخدمة الوطنية من خلال الترشح في أوروبا القارية - أحد المؤسسين المشاركين لرابطة لندن النفسية. وشاركت هذه المنظمة، إلى جانب منظمة كوبرا ومنظمة ليتريست الدولية، في تشكيل المنظمة. ومن بين الحاضرين في تأسيس قرية كوسيو داروسيا الإيطالية والتر أولمو، وميشيل بيرنشتاين (زوجته الثانية فيما بعد) أسجر جورن، وغي ديبورد. ومع ذلك، في غضون سبعة أشهر، تم طرد رومني 'بشكل ودي' من وكالة المخابرات المركزية من قبل ديبورد بزعم «عدم تسليمه تقريراً عن الجغرافيا النفسية عن فينيسيا في الوقت المحدد».
قضى رومني الكثير من حياته في الحياة كمتجول، وكان يوصف على نحو متنوع بأنه «مسترد» و «فاجر إعلامي»، يرى وجوده على أنه «مغامرة دائمة وتجربة لا نهاية لها». تزوج رومني من بيجين غوغنهايم، ابنة بيغي غوغنهايم. انتقل، كما قال صديقه غاي آتكينز، «بين البنوري والثراء السخيف تقريبا. وقد زاره أحدهم في غرفة للحبار في شارع نيل بلندن، في منزل يتقاسمه من هم على مقربة منه. بعد ذلك، يجده المرء في حانة هاري في البندقية، أو في افتتاح ماكس إرنست في باريس. ويبدو أنه يأخذ الفقر بقدر أكبر من الإنصاف من الثروات».
توفي رالف رومني بسبب السرطان في منزله في مانوسك، بروفانس، فرنسا، في عام 2002، في سن 67.

## الوصلات الخارجية
- Obituary by guardian.co.uk
- Obituary by telegraph.co.uk
- 1989 interview with Rumney from Art Monthly